# يوشياكي موراكامي
يوشياكي موراكامي (باليابانية: 村上世彰؛ بالكانا: むらかみ よしあき) هو شخصية أعمال ياباني، ولد في 1959 في أوساكا في اليابان.

## وصلات خارجية
- الموقع الرسمي